# Dubai World Championship 2010
Het Dubai World Championship 2010 is het laatste golftoernooi van het seizoen 2010 van de Europese PGA Tour. Het toernooi vond plaats van 25 tot en met 28 november. De 60 hoogst geplaatste spelers op de Race To Dubai na het Hong Kong Open en de winnaar van het voorgaande jaar mogen ook het Dubai Wereldkampioenschap spelen. Het prijzengeld is US$ 7.500.000.
Het toernooi werd in 2009 voor het eerst gespeeld. Voorheen was de Volvo Masters het seizoensafsluitende toernooi. In 2009 werd de Volvo Masters niet meer gespeeld, in 2010 werd het vervangen door de Andalucia Masters, dat ook weer in oktober gespeeld wordt.
Het is voor het eerst dat er twee Nederlandse spelers in de top 60 van de Race To Dubai staan. Verder zijn negen namen op onderstaande lijst opvallend: vier spelers komen van de Challenge Tour van 2009, vier spelers van de Tourschool van 2009 en Matteo Manassero werd in mei 2010 pas professional. Hij is ook de jongste deelnemer.

## Verslag
De par van de baan is 72. Iedere groep bestaat uit twee spelers. Iedere dag wordt een nieuwe indeling gemaakt afhankelijk van de resultaten, waarbij de beste spelers het laatst afslaan. Dit gebeurt ook al in de tweede ronde.

### Ronde 1
Robert-Jan Derksen verloor vier slagen in de eerste vier holes maar herstelde zich mooi en eindigde op -1. Joost Luiten daarentegen begon met drie birdies en eindigde level par. Robert Karlsson speelde maar vijf holes in par, hij maakte drie bogeys, acht birdies en een eagle en ging aan de leiding met -7.

### Ronde 2
Na de tweede ronde kwamen twee Engelse spelers aan de leiding, Ross Fisher kwam met een ronde van -8 op een totaalscore van -9, Ian Poulter bereikte met zijn ronde van -6 ook de eerste plaats. Derde werd een andere Engelsman, Lee Westwood. De nummers 1 en 2, Karlsson en Noh, speelden beiden boven par. Derksen bleef met -2 op dezelfde plaats staan.

### Ronde 3
Joost Luiten maakte een mooie ronde van -5 en steeg naar de 13de plaats die hij deelt met zes andere spelers, waaronder Robert-Jan  Derksen. Ian Poulter had na negen holes een slag voorsprong op Ross Fisher. Op de 18de hole maakte Fisher een bogey, Poulter maakte -3 en Fisher -1.

### Ronde 4
Robert Karlsson begon de laatste ronde met birdie-birdie-eagle en stond even aan de leiding, maar leverde zijn voorsprong meteen weer in. Na een bogey op hole 4 stond hij weer gelijk met Poulter en twee holes later maakte hij weer een bogey. Vanaf dat moment gaf Poulter de leiding urenlang niet meer uit handen. 
Alvaro Quiros was met -13 clubhouse leader en moest afwachten of Ian Poulter, die op -14 stond en nog drie holes moest spelen, een fout zou maken. Westwood en Karlsson stonden op dat moment ook op -13 en moesten hole 18 nog spelen. Poulter maakte geen fout, maar Karlsson eindigde met een birdie en kwam ook op -14. Poulter moest daarna met een birdie eindigen om te winnen. Dat lukte zijn medespeler Francesco Molinari wel, maar hem niet, dus er moest een play-off gespeeld worden tussen Karlsson en Poulter.

### Play-off
Als extra hole werd hole 18 opnieuw gespeeld, daar stond de televisiecamera opgesteld. Hole 18 is een par-5 met een kronkelende beek door het midden van de fairway, een hole die met overleg gespeeld moet worden. De ideale afslag komt op de linkerkant van de fairway, de tweede slag slaan de meeste spelers met een ijzer 4 of 5 over de beek naar de rechterkant van de fairway, de derde slag met een wedge naar de green. Poulter maakte daar vier keer par, Karlsson twee keer birdie, een keer par en een keer bogey.
In de play-off hadden beide spelers een birdie-putt die ze maakten. Ze moesten de hole opnieuw spelen. Weer twee afslagen op links, weer twee ijzers over het beekje naar rechts, weer een wedge naar de green. Poulter kwam ver van de vlag, Karlsson had nog een putt van ruim een meter. Poulter kreeg vervolgens een strafslag, omdat zijn gedropte bal op zijn marker bleef liggen, zodat de bal bewoog toen hij de marker verwijderde. Hij maakte vervolgens een twee-putt en scoorde een 6, dus Karlsson kon zijn putt zelfs missen en toch winnen. Hij maakte de eerste putt, scoorde een 4 en won. Achteraf was de strafslag voor Poulter dus niet belangrijk.

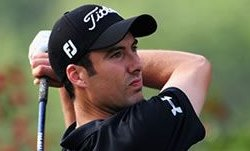
Ross Fisher, leider na R2

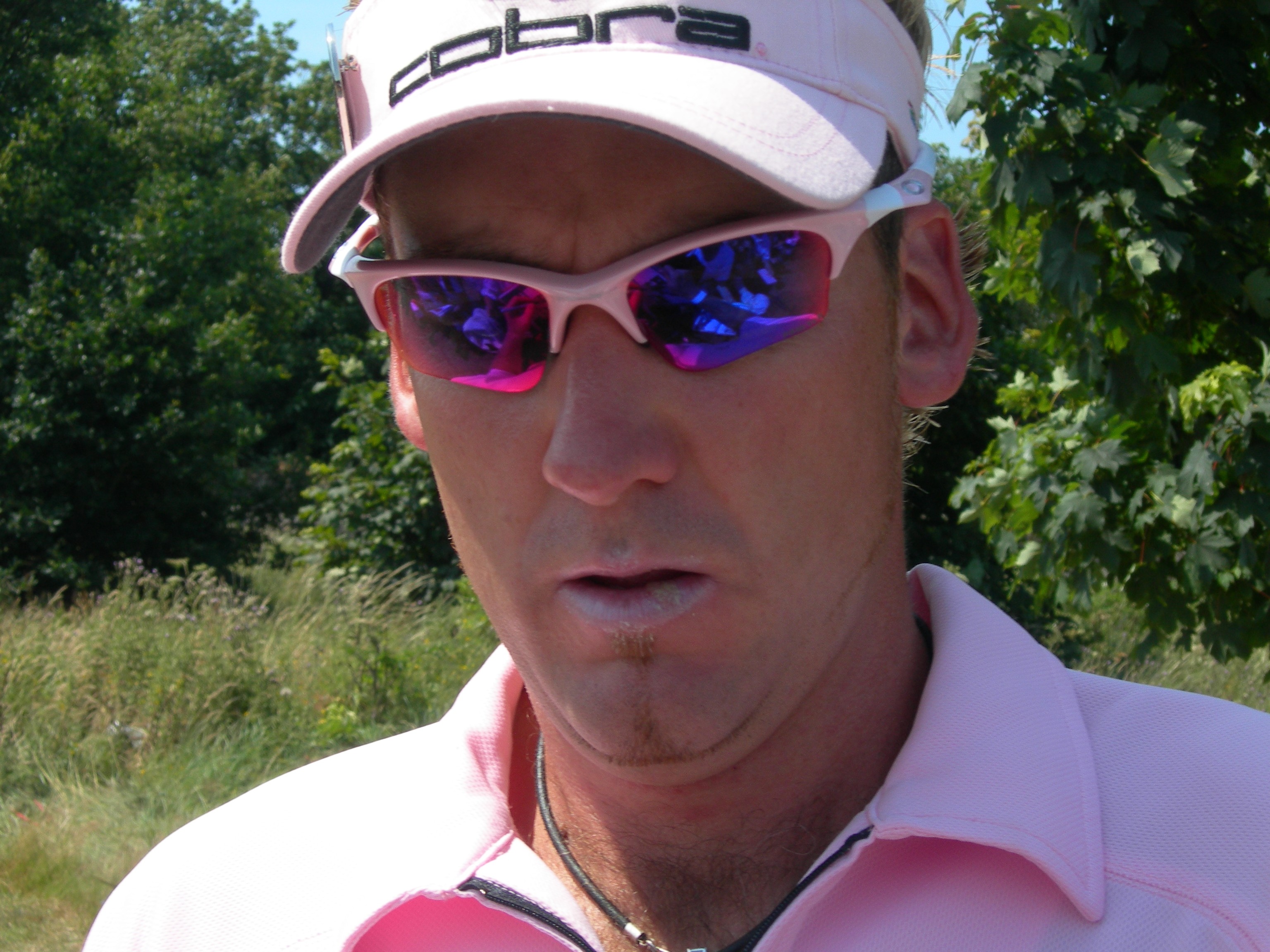
Ian Poulter, leider na R2 en R3

| Eindstand | Naam               | R1 | Score | Nr  | R2 | Score | Totaal | Nr  | R3 | Score | Totaal | Nr  | R4 | Score | Totaal |
| --------- | ------------------ | -- | ----- | --- | -- | ----- | ------ | --- | -- | ----- | ------ | --- | -- | ----- | ------ |
| T1        | Robert Karlsson    | 65 | -7    | 1   | 75 | +3    | -4     | T12 | 67 | -5    | -9     | T5  | 67 | -5    | -14    |
| T1        | Ian Poulter        | 69 | -3    | T7  | 66 | -6    | -9     | T1  | 69 | -3    | -12    | T1  | 70 | -2    | -14    |
| T3        | Alvaro Quiros      | 72 | par   | T21 | 67 | -5    | -5     | T8  | 69 | -3    | -8     | T7  | 67 | -5    | -13    |
| T3        | Lee Westwood       | 69 | -3    | T7  | 67 | -5    | -8     | 3   | 71 | -1    | -9     | T5  | 68 | -4    | -13    |
| 5         | Rory McIlroy       | 71 | -1    | T17 | 72 | par   | -1     | T27 | 66 | -6    | -7     | T9  | 67 | -5    | -12    |
| T6        | Paul Casey         | 70 | -2    | T11 | 67 | -5    | -7     | T4  | 71 | -1    | -8     | T7  | 69 | -3    | -11    |
| T6        | Francesco Molinari | 71 | -1    | T17 | 67 | -5    | -6     | T7  | 68 | -4    | -10    | T2  | 71 | -1    | -11    |
| 8         | Thongchai Jaidee   | 68 | -4    | T   | 69 | -3    | -7     | T4  | 69 | -3    | -10    | T2  | 73 | +1    | -9     |
| T9        | Seung-yul Noh      | 66 | -6    | 2   | 73 | +1    | -5     | T8  | 74 | +2    | -3     | T26 | 67 | -5    | -8     |
| T11       | Robert-Jan Derksen | 71 | -1    | T17 | 70 | -2    | -3     | T17 | 70 | -2    | -5     | T13 | 70 | -2    | -7     |
| T13       | Martin Kaymer      | 67 | -5    | 3   | 70 | -2    | -7     | T4  | 73 | +1    | -6     | T11 | 72 | par   | -6     |
| T13       | Ross Fisher        | 71 | -1    | T17 | 64 | -8    | -9     | T1  | 71 | -1    | -10    | T2  | 76 | +4    | -6     |
| T27       | Joost Luiten       | 72 | par   | T21 | 72 | par   | par    | T34 | 67 | -5    | -5     | T13 | 74 | +2    | -3     |

## Spelers

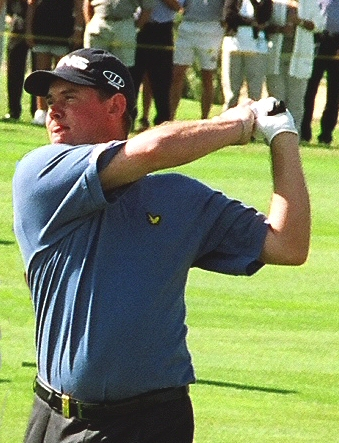
Lee Westwood, winnaar 2009

| - Thomas Aiken - Fredrik Andersson Hed - Thomas Bjørn - Grégory Bourdy - Gary Boyd - Alejandro Cañizares - Paul Casey - Darren Clarke - Rhys Davies - Robert-Jan Derksen - Luke Donald - Jamie Donaldson - Simon Dyson - Johan Edfors - Ernie Els - Gonzalo Fernández Castaño - Ross Fisher - Marcus Fraser - Stephen Gallacher - Sergio Garcia | - Ignacio Garrido - Retief Goosen - Richard Green - Anders Hansen - Søren Hansen - Peter Hanson - Pádraig Harrington - Grégory Havret - David Horsey - Raphaël Jacquelin - Thongchai Jaidee - Miguel Ángel Jiménez - Robert Karlsson - Martin Kaymer - Simon Khan - Søren Kjeldsen - Peter Lawrie - Joost Luiten - Matteo Manassero - Gareth Maybin | - Graeme McDowell - Damien McGrane - Rory McIlroy - Edoardo Molinari - Francesco Molinari - Seung-yul Noh - Louis Oosthuizen - John Parry - Ian Poulter - Alvaro Quiros - Richie Ramsay - Robert Rock - Brett Rumford - Charl Schwartzel - Henrik Stenson - Lee Westwood (2009) - Danny Willett - Oliver Wilson - Chris Wood - Y E Yang |

2009 · 2010 · 2011 · 2012 · 2013 · 2014